# Supercopa andorrana 2019
La Supercopa andorrana 2019 è stata la diciassettesima edizione della supercopa andorrana di calcio.
La gara è stata disputata dall'FC Santa Coloma, vincitore del campionato e dall'Engordany, vincitore della coppa nazionale.
L'incontro si è giocato il 18 settembre 2019 all'Estadi Comunal d'Andorra la Vella e ha visto prevalerel'FC Santa Coloma col punteggio di 1-2.

## Partecipanti
| Squadre         | Qualificazione                              | Partecipazioni precedenti (il grassetto indica la vittoria)                                   |
| --------------- | ------------------------------------------- | --------------------------------------------------------------------------------------------- |
| FC Santa Coloma | Vincitore della Primera Divisió 2018-2019   | 15 (2003, 2004, 2005, 2006, 2007, 2008, 2009, 2010, 2011, 2012, 2014, 2015, 2016, 2017, 2018) |
| Engordany       | Vincitrice della Copa Constitució 2018-2019 | Esordiente                                                                                    |

## Tabellino
| Arbitro: | Parente Fernandes |

|          |           |                              |
| Gómez 6’ | Marcatori | 29’ (rig.) Santos 57’ Blanco |